# Harry von Tilzer
Aaron Gummbinky connu sous le nom de Harry Von Tilzer, né le 8 juillet 1872 à Détroit dans l'état du Michigan et mort le 10 janvier 1946 à New York est un auteur-compositeur de chansons américain.

## Biographie
Encouragé par sa mère le jeune Aaron Gummbinky étudie le piano dès sa jeunesse. Quand il atteint l'âge de 14 ans, il quitte le foyer familial pour se joindre au Cole Brothers Circus où il est employé pour jouer de la grosse caisse ou de la calliope et comme chanteur. Au bout de deux ans, il quitte le cirque pour se produire dans des troupes de music-hall itinérantes ou accompagne des bonimenteurs faisant des pseudos démonstrations médicales,,. 
Il choisit comme nom professionnel Harry Tilzer, prenant le nom de jeune fille de sa mère auquel il rajoute "Von",. 
À ses 20 ans, Harry Von Tilzer publie sa première chanson I Love you Both. La même année, en 1896, il se rend à New York il chante ses chansons dans des spectacles de music-hall.   
En 1896, il rencontre le librettiste Andrew B. Sterling (en), ils éditent leur première chanson My Old Hampshire Home, qui est un succès, c'est le début d'une collaboration qui va durer 20 ans,.   
En 1902, il crée sa propre maison d'édition musicale la Harry Von Tilzer Music Company,.   
Figure majeure de la Tin Pan Alley, il lança notamment Irving Berlin et Buster Keaton.[réf. nécessaire].

## Archives
Les archives de  Harry Von Tilzer sont déposées et consultables sur le site de la bibliothèque du Congrès

## Prix et distinctions
- 1970 : cérémonie d'inscription au Songswriters Hall of Fame[5].